# Blestemul pămîntului – Blestemul iubirii
Blestemul pămîntului – Blestemul iubirii, cunoscut și ca Blestemul pămîntului, blestemul iubirii sau ca Ion: Blestemul pămîntului, blestemul iubirii, este o ecranizare după romanul Ion de Liviu Rebreanu. Filmul prezintă mediul social rural ardelean înainte de Primul Război Mondial, unde valoarea umană era determinată de cantitatea de pământ deținută. Ion al Glanetașului este un tânăr sărac, dar harnic, care iubește pământul cu patimă. Drama pe care o trăiește este reprezentată prin alegerile sale în raport cu cele două femei, Ana cea urâtă, dar bogată, și Florica, pe care o iubește, dar care este săracă asemenea lui.

## Distribuție
- Șerban Ionescu — Ion Pop-Glanetașu, țăran sărac din Pripas
- Ioana Crăciunescu — Ana Baciu, fiica lui Vasile Baciu
- Sorina Stănculescu — Florica, fată săracă, iubita lui Ion
- Valentin Teodosiu — Gheorghe Bulbuc, țăran înstărit
- Petre Gheorghiu — Vasile Baciu, țăran înstărit
- Ion Besoiu — preotul Ioan Belciug
- Octavian Cotescu — învățătorul Zaharia Herdelea
- Tamara Buciuceanu — Maria Herdelea, soția învățătorului
- Catrinel Dumitrescu — Laura, fiica cea mai mare a învățătorului
- Rodica Negrea — Ghighi, fiica cea mai mică a învățătorului
- Romeo Pop — poetul Titu Herdelea, fiul învățătorului
- Leopoldina Bălănuță — Zenobia, mama lui Ion
- Ion Hidișan — Alexandru Pop-Glanetașu, tatăl lui Ion
- Valeria Seciu — Savista, nebuna satului
- Costel Constantin — avocatul Grofșoru, candidatul Partidei Naționale
- Petre Lupu — teologul George Pintea, soțul Laurei
- Ferenc Fábián — judecătorul maghiar din Armadia (menționat Ferenc Fabian)
- Jean Lorin Florescu — cârciumarul evreu Avrum
- Christian Maurer — inspectorul
- Traian Dragoș
- Zephi Alșec — negustorul evreu Bernstein
- Avram Besoiu — marchidanul
- Mircea Hîndoreanu — Toma Bulbuc, tatăl lui Gheorghe
- Teodor Portărescu — primarul Florea Tancu
- Paul Mocanu
- Nicolae Floca-Acileni — Simion Butunoiu
- Romulus Bărbulescu
- Dan Nasta — protopopul Pintea
- Livia Baba — soția protopopului Pintea
- Dan Nuțu — locotenentul de jandarmi
- Mircea Cruceanu
- Rodica Nițescu — Lucreția Dragu, una dintre iubitele lui Titu
- Klaus Hinn
- Petre Vasilescu
- Hans Pomarius — bancherul maghiar Hermann Beck, deputat
- Ștefan Erdös
- Radu Basarab — medicul
- Conradt Kurt
- Eugenia Barcan
- Emilia Porojan
- Daniel Tomescu
- Petre Gheorghiu-Goe — profesorul de muzică
- Constantin Stănescu
- Marieta Gașpar
- Ion Porsilă
- Crina Cojocaru
- Ion Grapini

## Primire
Filmul a fost vizionat de 3.469.709 de spectatori în cinematografele din România, după cum atestă o situație a numărului de spectatori înregistrat de filmele românești de la data premierei și până la data de 31 decembrie 2014 alcătuită de Centrul Național al Cinematografiei.